# Педро Гонсалес де Мендоса
Педро Гонсалес де Мендоса (ісп. Pedro González de Mendoza; 3 травня 1428, Гвадалахара — 11 грудня 1495, Гвадалахара) — глава іспанської церкви у період правління католицьких королів, з 1482 по 1495 роки (між Каррільо і Хіменесом). Прозваний «великим кардиналом», Мендоса належав до когорти примасів Іспанії, яких за вплив в католицькому світі називали «малими папами».